# CS Otopeni
CS Otopeni byl rumunský fotbalový klub z Otopeni. Založen byl roku 2001. Zanikl roku 2013.

## Úspěchy
- Liga III ( 1x )
  - 2003/04

## Umístění
| Sezóna  | Soutěž              | Pořadí    | Poznámka |
| ------- | ------------------- | --------- | -------- |
| 2002/03 | Divizia C           | ?. místo  |          |
| 2003/04 | Divizia C           | 1. místo  | postup   |
| 2004/05 | Divizia B, Seria II | 3. místo  |          |
| 2005/06 | Divizia B, Seria II | 4. místo  |          |
| 2006/07 | Liga II, Seria I    | 7. místo  |          |
| 2007/08 | Liga II, Seria I    | 2. místo  | postup   |
| 2008/09 | Liga I              | 17. místo | sestup   |
| 2009/10 | Liga II, Seria II   | 6. místo  |          |
| 2010/11 | Liga II, Seria I    | 6. místo  |          |
| 2011/12 | Liga II, Seria I    | 12. místo |          |
| 2012/13 | Liga II, Seria I    | 4. místo  |          |

## Slavní hráči
| - Valentin Negru - Cristian Dănălache - Victoraș Iacob - Cristian Dancia - Ivan Laurențiu - Adrian Dragoș Iordache - Eugen Nae - Eduard Zimmermann - Dragoș Florea - Nuno Diogo |  | - Nicolae Mușat - Bogdan Panait - Ionuț Rada - Adrian Scarlatache - Cornel Predescu - Cristian Constantin - Liviu Ganea - Gabriel Mărgărit - Sorin Pană - Florin Hidișan |  | - Sebastian Cojocnean - Angelo Alistar - Raul Rusescu - Gabriel Caramarin - Claudiu Bătrânu - Cristian Munteanu - Nasser Menassel - Hristu Chiacu - Octavian Chihaia - Daré Nibombé |

## Slavní trenéři
- Liviu Ciobotariu
- Marian Bucurescu
- Gabriel Mărgărit
- Miodrag Ješić